# Platygyra yaeyamaensis
Espèce
Synonymes
- Goniastrea yaeyamaensis Eguchi & Shirai, 1977[1]

Statut de conservation UICN

 VU A4c : Vulnérable
Statut CITES
Platygyra yaeyamaensis est une espèce de coraux de la famille des Merulinidae ou la famille Faviidae.

## Publication originale
- Eguchi & Shirai in Shirai, 1977 : Ecological encyclopedia of the marine animals of the Rykyu Islands.